# Hita (Espanha)
Hita é um município da Espanha na província de Guadalajara, comunidade autónoma de Castilla-La Mancha, de área 56,5 km² com população de 408 habitantes (2007) e densidade populacional de 5,30 hab/km².
Pertence à rede das Aldeias mais bonitas de Espanha.

## Demografia
| Variação demográfica do município entre 1991 e 2004 | Variação demográfica do município entre 1991 e 2004 | Variação demográfica do município entre 1991 e 2004 | Variação demográfica do município entre 1991 e 2004 |
| --------------------------------------------------- | --------------------------------------------------- | --------------------------------------------------- | --------------------------------------------------- |
| 1991                                                | 1996                                                | 2001                                                | 2004                                                |
| 274                                                 | 290                                                 | 283                                                 | 299                                                 |